# John B. Carlson
John B. Carlson – amerykański majanista, astrofizyk i astronom, specjalizujący się w archeoastronomii, szczególnie w kontekście kultury Majów oraz innych kultur mezoamerykańskich. Założyciel i dyrektor Center for Archaeoastronomy, redaktor naczelny wydawanego przez University of Texas Press czasopisma „Archaeoastronomy”. Starszy wykładowca University Honors College w University of Maryland, College Park. W obszarze jego zainteresowań naukowych leżą m.in. sztuka, ikonografia, systemy kalendarzowe i systemy pisma Majów oraz innych ludów Meksyku.
Publikował m.in. na łamach National Geographic, Archaeology i Science. W latach 2005–2006 prowadził badania nad majańskimi niewielkimi naczyniami jako stypendysta Kislak Fellowship in American Studies w John W. Kluge Center for Scholarly Research przy Bibliotece Kongresu.